# Bruce Horak
Bruce Horak (Calgary, 5 agosto 1974) è un attore canadese, attivo a teatro, al cinema e in televisione.
È Noto per aver interpretato il personaggio di Hemmer nella serie televisiva Star Trek: Strange New Worlds. Horak è il primo attore ipovedente a interpretare una parte nel franchise di Star Trek.

## Biografia
Bruce Horak nasce a Calgary, in Alberta, Canada. All'età di 18 mesi gli viene diagnosticato un retinoblastoma, che gli causa la perdita dell'occhio destro e del 90% della vista nell'occhio sinistro. Il padre di Bruce, Karl Horak, era anch'egli ipovedente, avendo perso l'occhio sinistro a causa della stessa patologia. Bruce Horak sviluppa un interesse nella scrittura e nel teatro, quando una compagnia di teatro visita la sua scuola e mette in scena uno spettacolo. In seguito Horak frequenta la Mount Royal University, dove studia teatro. Inoltre frequenta la Loose Moose Theatre a Calgary.
Una delle prime opere teatrali in cui Bruce Horak recita è What You Can't See, del 1999, che racconta di un ragazzo che nasconde la sua disabilità visiva. Nel 2001 è tra i creatori di The Canada Show, un tentativo comico di distillare la storia del Canada in uno spazio di un'ora. Nel 2005 è tra i creatori dello one-man show This is Cancer, una commedia nera in cui Horak interpreta anche il ruolo di Cancer ("cancro" in inglese). Nel 2009 compare nel ruolo di Jake in una messa in scena del musical Evil Dead: The Musical. Nel 2019 contribuisce a creare Goblin: Macbeth, uno spettacolo in cui si immaginano dei goblin che trovano l'opera di Shakespeare e tentano di metterla in scena senza ben comprendere che cosa stanno facendo.
Nel 2019 Horak incide un album con la musicista canadese Onalea Gilbertson, sotto il nome di The Rail Birds. L'album, intitolato Intensive Care, viene distribuito online nel 2020. Nel 2022 compare in due episodi della quarta stagione della serie televisiva In the Dark, Niente bastone e Se i libri potessero uccidere, dove interpreta Brendan, il bibliotecario di una biblioteca di audiolibri per ciechi, che la protagonista Murphy Mason (Perry Mattfeld) utilizza per farsi portare in carcere della droga nascosta nella custodia di un audiolibro.
Sempre nel 2022 Bruce Horak entra a far parte del cast della prima stagione di Star Trek: Strange New Worlds, ottava serie live action del franchise di fantascienza Star Trek, creato da Gene Roddenberry negli anni sessanta con la serie classica, e terza del cosiddetto Expanded Universe, creato dallo showrunner Alex Kurtzman. Strange New Worlds è al contempo uno spin-off della serie Star Trek: Discovery e un prequel della serie classica, poiché racconta dei viaggi della USS Enterprise NCC-1701, sotto il comando del capitano Christopher Pike (Anson Mount), immediatamente precedenti a quelli dell'Enterprise sotto il comando del capitano James T. Kirk (William Shatner), che vengono appunto raccontati nella serie classica. In Strange New Worlds Bruce Horak interpreta il personaggio di Hemmer, un aenar, ovvero andoriani albini ciechi, che vivono nei poli del pianeta Andoria. Hemmer è il capo ingegnere dell'Enterprise che, alla fine della stagione, si sacrifica per salvare l'Enterprise. Poiché gli aenar sono appunto ciechi, i produttori della serie hanno voluto un attore ipovedente per interpretare la parte. Horak, che si dichiara essere un fan di Star Trek, si candida con entusiasmo per il ruolo e lo ottiene. Quando Horak accetta il ruolo, gli viene detto che il personaggio di Hemmer avrebbe avuto una breve apparizione in Strange New Worlds. Appare infatti in sei dei dieci episodi della prima stagione e, successivamente, in un episodio della seconda stagione, sia in un flashback con Uhura (Celia Rose Gooding), sia come un Hemmer illusorio. Oltre a Hemmer, Horak interpreta inoltre il comandante Klingon Generale Garkog nell'episodio Rapsodia subspaziale (Subspace Rhapsody) della seconda stagione.
Bruce Horak si dedica anche alla pittura, avendo dipinto centinaia di ritratti e ha l'obiettivo di arrivare a dipingerne un migliaio. Durante la messa in scena di Assassinating Thomson, Horak dipinge un ritratto del pubblico durante lo spettacolo. I suoi dipinti sono stati esposti in diverse gallerie canadesi.

## Vita privata
Horak è sposato con l'attrice canadese Rebecca Northan, che conosce quando frequenta Mount Royal. Sebbene i due si siano separati, Rebecca Northan continua a collaborare con Bruce Horak in molte delle sue opere teatrali.
Nel 2022 Bruce Horak si trasferisce a Stratford, in Ontario.

## Filmografia

### Attore

#### Cinema
- Glitch, regia di Simon Reynolds - cortometraggio (2009)
- On the Fringe, regia di Cory Thibert - documentario (2022)

#### Televisione
- Warehouse 13 - serie TV, episodio 2x03 (2010)
- In The Dark - serie TV, episodi 4x02-4x03 (2022)
- Family History Mysteries: Buried Past, regia di Jonathan Wright - film TV (2023)
- Star Trek: Strange New Worlds - serie TV, 8 episodi (2022-2023)
- Transplant - serie TV, 5 episodi (2023-2024)

### Doppiatore
- Star Trek: Very Short Treks - serie TV, episodi 1x02-1x04 (2023)

## Programmi televisivi
- The Ready Room - talk-show (2022)
- A Captain's Log - talk-show (2023)

## Radio
- The FSF PopCast - podcast (2022)
- Trek Untold - podcast (2023)

## Teatro (parziale)
- What You Can't See, Quest Theatre (1999)
- The Canada Show (2001)
- This is Cancer, Alberta Theatre Projects (2005)
- Evil Dead: The Musical, Ground Zero Theatre (2009)
- The Wizard of Oz, Alberta Theatre Projects (2011)
- Legend Has It (2014)
- Assassinating Thompson, Lunchbox Theatre/Inside Out Theatre (2019)
- Goblin: Macbeth (2019)
- Richard III, regia di Vanessa Porteous, The Shakespeare Company, Calgary (2023)

## Discografia

### Con The Rail Birds

#### Album in studio
- 2020 - Intensive Care

## Riconoscimenti
- Betty Award
  - 2000 - Candidatura al miglior spettacolo per What You Can't See
  - 2007 - Miglior interpretazione di un attore in una commedia o musical per This is Cancer
  - 2009 - Miglior interpretazione di un attore in una commedia o musical per Evil Dead: The Musical
  - 2011 - Candidatura al miglior interpretazione di un attore in una commedia o musical per The Wizard of Oz
  - 2014 - Candidatura al miglior spettacolo per Legend Has It
  - 2019 - Candidatura alla miglior interpretazione di un attore in un dramma per Assassinating Thomson
  - 2022 - Miglior interpretazione di un attore in un dramma per Richard III

## Doppiatori italiani
Nelle versioni in italiano delle opere in cui ha recitato, Bruce Horak è stato doppiato da: 
- Francesco De Francesco in Star Trek: Strange New Worlds
- Riccardo Scarafoni in Transplant